# Вурман-Кошки
Вурман-Кошки (чув. Вăрман Кушкă) — деревня в Мариинско-Посадском муниципальном округе Чувашской Республики. С 2004 до 2023 года входила в состав Первочурашевского сельского поселения.

## География
Находится в северо-восточной части Чувашии, на расстоянии приблизительно 14 км на юг по прямой от районного центра города Мариинский Посад.

## История
Известна с 1858 года, когда здесь проживало 58 человек. В 1897 году был учтен 121 житель, в 1926 — 38 дворов, 166 жителей, в 1939—151 житель, в 1979—123. В 2002 году было 40 дворов, в 2010 — 30 домохозяйств. В 1934 году образован колхоз «Çутталла», в 2010 году действовал СХПК «Звезда».

## Население
Постоянное население составляло 100 человек (чуваши 96 %) в 2002 году, 89 в 2010.